# Jean Paris
Pour les articles homonymes, voir Paris (homonymie).
Jean Paris (Saint-Liguaire, 24 avril 1921 - Saint-Maixent-l'École, 17 avril 2003), est un universitaire français, essayiste, spécialiste de Shakespeare, Joyce, Rabelais.

## Biographie
Collaborateur de la revue Change, où il a créé et promu le concept de critique générative (cf. Noam Chomsky)[C'est-à-dire ?], objet théorique et pratique de ses études sur la littérature et la peinture. Docteur d'État en philosophie (1971). Ami des plus importants poètes français d'après 1945, il les a regroupés pour la première fois dans son Anthologie de la poésie contemporaine (1956) : Yves Bonnefoy, André du Bouchet, Jacques Dupin, Roger Giroux, Philippe Jaccottet, Henri Pichette. 
En outre il a été l'ami ou le collaborateur de Maurice Roche, de Jean-Pierre Faye, de Jacques Roubaud, d'Edouard Glissant et de Frédérick Tristan.
Il est invité d'honneur de l'Oulipo en 1976.

## Ouvrages
- Hamlet, ou les personnages de fils. Coll. Pierres Vives, Seuil, 1952, 1973.
- Shakespeare, Coll. Écrivains de toujours, Seuil, 1954.
- James Joyce, Coll. Écrivains de toujours, Seuil, 1956.
- Goethe dramaturge, L'Arche, 1956.
- Anthologie de la poésie nouvelle, Rocher de Monaco, 1956.
- L'Espace et le Regard, Coll. Pierres Vives, Seuil, 1965.
- Rabelais au futur, Coll.Change-Pierres Vives, Seuil, 1970.
- Hamlet et Panurge, Coll. Change, Seuil, 1971.
- Les Rois du Jour et de la Nuit, avec Michel Bernardy, Petit-Odéon, Comédie-Française, 1972.
- Miroirs Sommeil, Soleil Espaces, Galilée, 1973.
- Univers Parallèles, 1. Théâtre, Col. Pierres Vives, Seuil, 1975.
- Univers Parallèles, 2; Poésie/roman Col.Pierres Vives, Seuil, 1975.
- Painting and Linguistics, Pittsburgh, Carnegie-Mellon University, 1975.
- L'Atelier Bellini, Ed.du Regard, 1995.
- L'Annonciation, Ed.du Regard, 1997.
- La Fuite en Égypte, Ed.du Regard, 1998.
- Saint-Jérôme, Ed.du Regard, 1999.
- Maurice Roche, Coll. Poétes d'aujourd'hui, Seghers, 1999.